# Карвахаль, Хосе
Хосе де Карвахаль Хуэ (исп. José Carvajal Hué; 8 октября 1835, Малага, Андалусия — 4 июня 1899, Мадрид) — испанский юрист, экономист, писатель и политик, Министр иностранных дел Испании (1873—1874 год) во время президентского срока Эмилио Кастелара в Первой Испанской республике. Член Королевской академии юриспруденции и законодательства, декан Мадридской коллегии адвокатов.

## Биография
Родился в Малаге, учился во Франции, сначала в Бордо, а с 1845 по 1851 год — в Париже. После возвращения в Испанию, окончил Университет Саламанки получил со степенью бакалавра и доктора права. Работал экономистом и бухгалтером.
Стал одним из акционеров компании Compañía de Ferrocarriles Andaluces, занимавшейся строительством железнодорожной линии Ронда-Малага.
Сблизился с Антонио Кановас дель Кастильо и с Эмилио Кастеларом. Участвовал в Славной революции, приведший к отстранению от власти королевы Изабеллы II. Во время шестилетнего периода Революционного Сексенио, выступал активистом-республиканцем, в 1872 году, стал избранным депутатом в суде общей юрисдикции по избирательному округу Гаусин (Малага).
После провозглашения республики в 1873 году, вошел в кабинет в качестве заместителя министра внутренних дел под председательством президента исполнительной власти Эстанислао Фигераса. В июне 1873 года был назначен министром финансов и занимал эту должность до сентября того же года. В правление Эмилио Кастелара, был назначен государственным министром и занимал должность до государственного переворота генерала Павии. После восстановления монархии, до 1893 года, продолжал быть депутатом по избирательному округу Гаусин.